# 다마스쿠스 전투 (2012년)
다마스쿠스 전투(아랍어: معركة دمشق)는 2012년 7월 15일 시리아 내전 도중 발생한 전투이다. 누가 전투를 시작했는지는 불분명하다. 수 천명의 저항 세력이 외곽 도시에서 다마스쿠스로 잠입했다. 어떤 리포트에 따르면, 반군 세력이 수도를 점령하기 위해 군사 행동을 개시했다고 하고, 또 다른 리포트에 따르면, 군대가 대규모 반란 작전을 알게 되었고 사전에 미리 선제 공격을 했다고 한다. 어떤 리포트는 심지어 보안 부대에 의해 반군의 계획이 밝혀져서 작전을 개시했다고 제안했다.
반군이 처음 절반이 넘는 다수의 구역을 점령했을 때 4명의 정부 고위 각료를 폭탄 테러로 사살했으나, 반군은 군대의 반격에 퇴각했고, 수도 점령을 위한 3주 간의 전투 끝에 육군이 퇴각했다. 탱크와 헬리콥터가 다마스쿠스 중앙과 서부에 교전 지역으로써 배치된 것은 처음이었다.

## 전투

### 다마스쿠스 전투
7월 15일, 다마스쿠스 중앙 일부에서 군대가 반군을 축출하기 위해 격전을 벌이고 있다고 보도되었다. 반군 세력은 도우마와 다른 지역에서 참패하고 다마스쿠스에 모인 사람들이었다. 전투는 다마스쿠스 중앙에서 공항까지 도로를 따라 이어졌다. 반군은 하자르 알 아스와드 구역을 공격하고 있었다.

## 같이 보기
- 알레포 전투 (2012년~2016년)